# لويس إدوارد هاريس
لويس إدوارد هاريس (بالإنجليزية: Lewis Edward Harris)‏ هو فلاح نيوزيلندي، ولد في 25 مارس 1900، وتوفي في 6 مارس 1983.